# Ричице (Проложац)
Ричице су насељено место у саставу општине Проложац, Сплитско-далматинска жупанија, Република Хрватска.

## Историја
До територијалне реорганизације у Хрватској налазиле су се у саставу старе општине Имотски.

## Становништво
На попису становништва 2011. године, Ричице су имале 231 становника.
| Број становника по пописима | Број становника по пописима | Број становника по пописима | Број становника по пописима | Број становника по пописима | Број становника по пописима | Број становника по пописима | Број становника по пописима | Број становника по пописима | Број становника по пописима | Број становника по пописима | Број становника по пописима | Број становника по пописима | Број становника по пописима | Број становника по пописима | Број становника по пописима |
| --------------------------- | --------------------------- | --------------------------- | --------------------------- | --------------------------- | --------------------------- | --------------------------- | --------------------------- | --------------------------- | --------------------------- | --------------------------- | --------------------------- | --------------------------- | --------------------------- | --------------------------- | --------------------------- |
| 1857                        | 1869                        | 1880                        | 1890                        | 1900                        | 1910                        | 1921                        | 1931                        | 1948                        | 1953                        | 1961                        | 1971                        | 1981                        | 1991                        | 2001                        | 2011                        |
| 1.137                       | 910                         | 1.056                       | 1.123                       | 1.177                       | 1.281                       | 1.334                       | 1.528                       | 1.671                       | 1.634                       | 1.681                       | 1.572                       | 1.077                       | 734                         | 547                         | 231                         |

### Попис1991.
На попису становништва 1991. године, насељено место Ричице је имало 734 становника, следећег националног састава:
| Попис 1991.‍ | Попис 1991.‍ | Попис 1991.‍ | Попис 1991.‍ | Попис 1991.‍ |
| ----------- | ----------- | ----------- | ----------- | ----------- |
|             |             |             |             |             |
| Хрвати      | Хрвати      |             | 699         | 95,23%      |
| непознато   | непознато   |             | 35          | 4,76%       |
| укупно: 734 |             |             |             |             |

## Познате личности
- Мате Парлов, боксер;